# Кіко Аргуельйо
Кіко (Франсіско) Аргуельйо (Francisco José Gómez de Argüello Wirtz нар. 9 січня 1939 року, м. Леон, Іспанія) — іспанський художник, скульптор, архітектор, музикант, катехит, місіонер, засновник руху Неокатехуменальний шлях у католицькій церкві.

## Біографія
Франсіско Хосе Гомес де Аргуельйо Вірц народився в Леоні 9 січня 1939 року.
Походить з заможної родини, навчався в Академії Сан-Фернандо в Мадриді.
У 1959 році отримав національну премію з живопису. Приблизно у цей час після важкої духовної кризи відбулося навернення Франсіско до глибокої віри. У якийсь момент після періоду розчарування та пошуків сенсу життя, Кіко отримав усвідомлення існування Бога і розуміння, що між «бути охрещеним» і «бути християнином» існує велика відмінність.
У 1960 році разом з іншими митцями заснував групу досліджень і розвитку сакрального мистецтва «Gremio 62».
У 1964 році представляє Іспанію на Всесвітній виставці сакрального мистецтва в Руаяні (Франція).
Неокатехуменальний шлях
Після невдалої спроби допомогти жінці, яка звернулася до нього, просячи захисту від чоловіка-пияка, Кіко Аргуельйо вирішує залишити свій благополучний спосіб життя і відправитись у нетрі передмістя Мадриду Паломерас Альтас для проголошення Євангелія бідним та відкинутим. Кіко поселяється у дощатому бараку, його майно складається з Біблії та гітари.
Саме там відбувається знайомство Кіко Аргуельйо з Кармен Ернандес Баррера, яка має теологічну освіту і збирається у місійну подорож до Болівії. Замість цього вона разом з Кіко створює спільноту, у якій відбулося відновлення християнської віри серед найбільш відкинених членів суспільства:
|  | Так серед бідних народилася перша спільнота, що складалася з циган, неграмотних, жебраків, колишніх в’язнів, проституток і т.д. Спільнота, де любов Христа Воскреслого ставала видною, – перетворилася на знак. Завдяки тодішньому архієпископові Мадрида, Касіміро Морсільйо, стало можливим перенести цю реальність в інші парафії Мадрида, потім Рима, потім – в інші країни. В бараках ми відкрили “триногу”, на якій пізніше збудували цілу Неокатехуменальну Дорогу: Слово, Літургію і Спільноту |

У 1968 році Кіко і Кармен Ернандес приїхали до Риму на запрошення італійського священика о. Діно Торреджіані, де також заснували неокатехуменальну спільноту.
Поступово рух Неокатехуменату охопив півтора мільйона послідовників і став присутній у понад 125 країнах і понад 30 000 громадах.

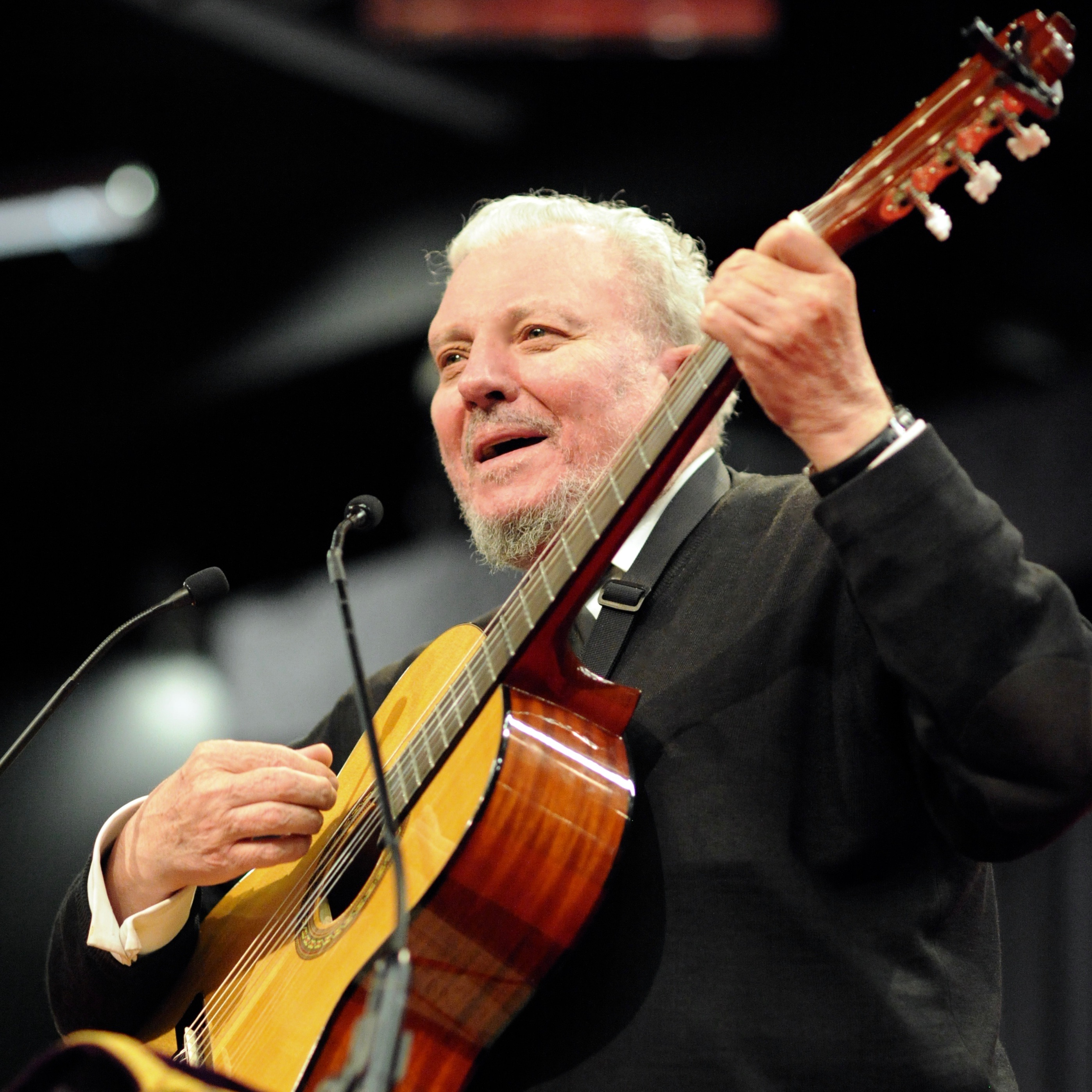
Кіко Аргуельйо у Монреалі, Канада

13 травня 2009 року Кіко Аргуельйо отримує ступінь почесного доктора Папського Інституту досліджень шлюбу та сім'ї Івана Павла II.
Після смерті Кармен Ернандес Баррери у 2016 році стає свідком та учасником її беатифікаційного процесу.
11 травня 2019 року Кіко Аргуельйо приїхав в Україну, де в м. Києві відбулась його зустріч з катехуменами з України, Росії, Грузії, Молдови, Білорусії, Казахстану, Литви, Латвії, Польщі. На зустрічі були присутні більш ніж 5000 учасників руху.
1 квітня 2021 року Кіко Аргуельйо потрапив до лікарні з запаленням легень, викликаним Covid-19
Разом з о. Маріо Пецці і Асцен Ромеро станом на 2023 рік залишається у складі міжнародної екіпи, яка відповідальна за Неокатехуменат у всьому світі.

## Творчість

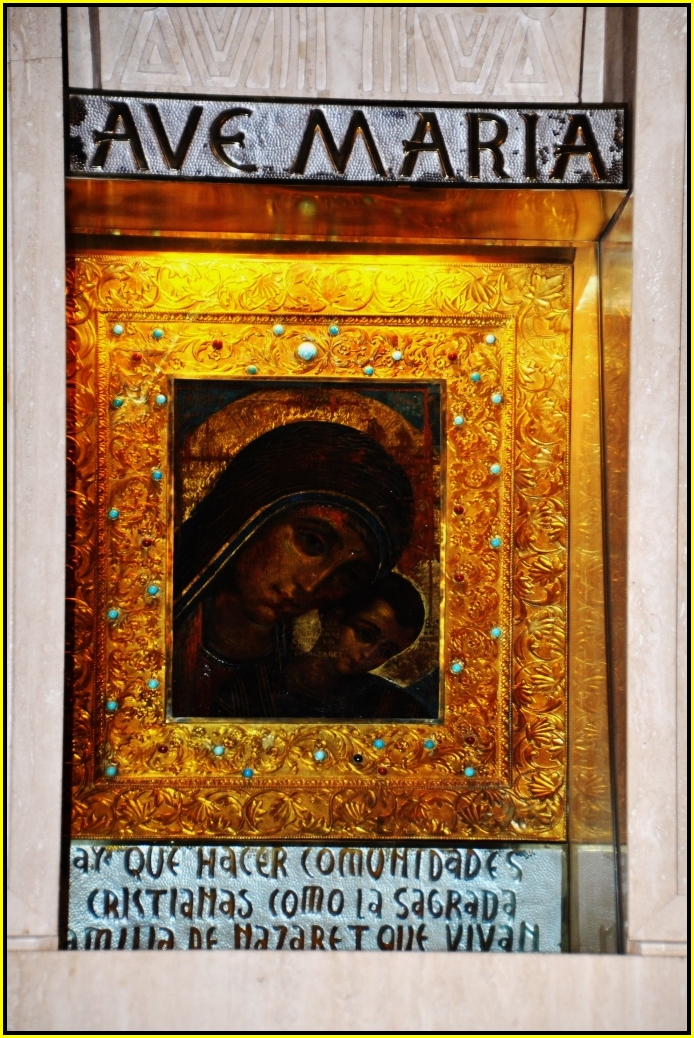
Ікона з Катедрального собору Мадрида

Кіко Аргуельйо працює у жанрі сакрального мистецтва. Він брав участь в оформленні соборів в Мадриді та Мурсії, створив мурали у семінарії Redemptoris Mater у Римі та в Domus Galilee (Ізраїль). Його архітектурні роботи та вітражі знаходяться в Іспанії, Італії, Нікарагуа, США, Фінляндії, Домініканській Республіці та деяких країнах Азії та Африки.
Написав більш ніж 300 пісень для збірників пісень для неокатехуменальних спільнот
У 2010 році Аргуелло створює Симфонічний оркестр Неокатехуменального шляху. Цей оркестр складається виключно з членів Неокатехуменальної Дороги з різних країн світу, які є професійними музикантами. До оркестру входять музиканти з Іспанії, Австрії, Хорватії, Білорусі, Польщі, України та інших країн.
Для оркестру композитор написав твір «Страждання невинних», у якому через страждання Діви Марії під Хрестом з розп'ятим Ісусом переосмислюється біль невинних жертв війн, агресії, знущань, расової та національної ненависті. Симфонія «Страждання невинних» присвячена і пам'яті жертв Голокосту, вона звучала у бувших нацистських таборах смерті «Освенцим» та «Майданек», а також у різних містах світу, таких як Ватикан, Єрусалим, Вифлеєм, Мадрид, Париж, Токіо, Нью-Йорк, Чикаго, Бостон, Дюссельдорф тощо. В Освенцимі та Люблині твір виконувався в присутності католицьких священників та юдейських рабинів. Після виконання симфонії в Ізраїлі композитор став своєрідним посланцем між Католицькою церквою та єврейським народом.
Є автором двох книг -«Керигма, в бараках з бідними» та «Нотатки. 1988—2014»